# Zenodorus durvillei
Zenodorus durvillei là một loài nhện trong họ Salticidae.
Loài này thuộc chi Zenodorus. Zenodorus durvillei được Charles Athanase Walckenaer miêu tả năm 1837.